# Antoine Payen (hofdwerg)

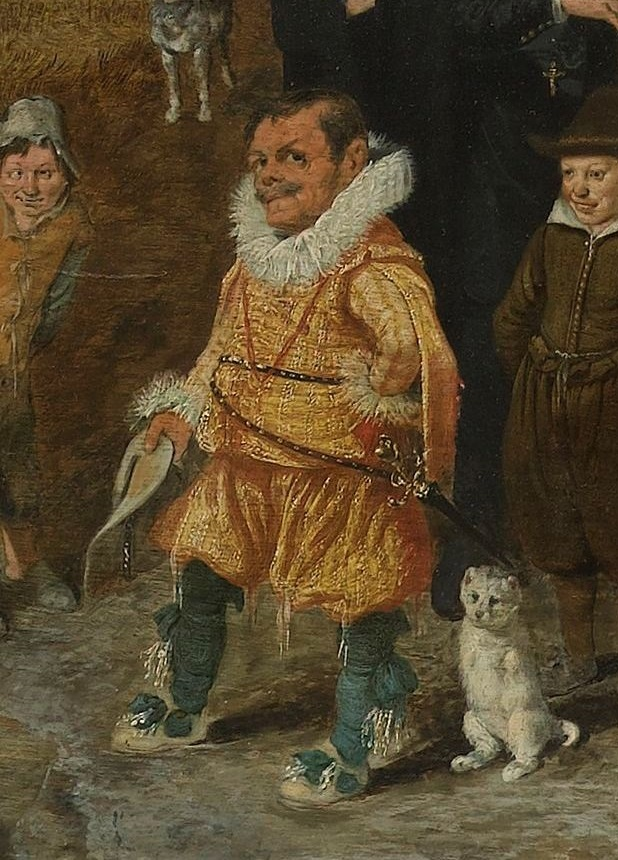
Vermoedelijk portret van Payen op De zielenvisserij van Adriaen van de Venne (1614)

Antoine of Antonio Payen, ook genaamd Don Antonio († 1620) was een dwerg en nar aan het hof van de aartshertogen Albrecht en Isabella.

## Leven
Hij was een zoon van Antoinette Bayarde en Augustin Payen, soldaat onder koning Filips II van Spanje. In 1605 verscheen hij voor het eerst in de rekeningen. Het volgende jaar schreef de aartshertogin in een brief dat de dwerg al iets te veel gegroeid was, in vergelijking met zijn 19-jarige zuster.
In februari 1614 was Payen aanwezig bij een avondmaal van hertog Johan Ernest van Saksen en de graaf van Boussu op het Koudenbergpaleis. De hertogelijke verslaggever merkte op dat de baardloze dwerg een belangrijke figuur was aan het hof. Overeenkomstig zijn rol bracht hij opgewekt heildronken uit tot hij te veel op had. Zoals veel favoriete dwergen werd hij verzorgd en gelogeerd bij het dienstpersoneel: hij woonde op een kamer bij het keukenhulpje Lorenzo Vallon. Zijn loon was mager, maar af en toe kreeg hij geld voor zijn moeder of zijn broer.

## Wapen
Aartshertog Albrecht verleende Payen op 3 juli 1614 een wapenbrief en een blazoen. Deze adeling had hij te danken aan zijn strijd met een rat in de slaapkamer van de aartshertogin. Ze sprong hem naar de keel en beet, maar hij wist haar met een stok dood te kloppen. Nog in die slaapkamer ving hij een levende muis en tijdens een jachtpartij had hij een everzwijn neergeworpen en gedood. Al deze elementen kwamen terug op het bewaarde blazoen. De hangende muis is een komische allusie op de Orde van het Gulden Vlies. Misschien was de hele adeling een grap, maar dan wel één die de Geheime Raad tot in de details heeft geofficialiseerd.

## Iconografie
Schilderijen van Adriaen van de Venne en Antoon Sallaert uit de periode 1614-1616 beelden een hofdwerg af die vermoedelijk Payen is.

## Voetnoten
1. ↑  Hij stierf kort voor 15 oktober 1620: zie Luc Duerloo, Dynasty and Piety. Archduke Albert (1598-1621) and Habsburg Political Culture in an Age of Religious Wars, 2016, p. 503